# Beach Spikers
Beach Spikers è un videogioco sportivo sviluppato da Sega-AM2 e pubblicato da SEGA basato sul Beach Volley. È uscito in sala giochi nel 2001 in Giappone; di seguito venne distribuito il 2002 per Arcade e Nintendo GameCube.

## Modalità di gioco
Il gioco ruota intorno alla modalità delle partite "due contro due", con lo scopo di mandare la palla sul campo avversario e farla toccare al suolo per guadagnare un punto. Simile ai giochi sportivi Sega "Virtual" , la maggior parte del gameplay di Beach Spikers si basa sul concetto di caricare la forza dei movimenti, giudicati da quanto tempo il pulsante viene tenuto prima del rilascio in corrispondenza del punto in cui è eseguito il movimento. Vi è un pulsante nell'area impostazione (di passaggio) e un pulsante per rally (mandandare la palla sopra la rete), che, insieme a quanto tempo il pulsante viene tenuto a determinare la forza, è la base per cui viene giocato l'intero gioco. È presente una Modalità Arcade, ovvero una progressione di base attraverso una serie di avversari. Nella parte multiplayer della Modalità Arcade, vi sono partite a testa a testa fino a quattro giocatori. Gran parte degli elementi lo rendono molto simile al videogioco Dead or Alive Xtreme Beach Volleyball.
Nella modalità World Tour, si prende una squadra creata dal giocatore attraverso un torneo, e guadagnando punti è possibile aumentare le statistiche dei giocatori e anche sbloccare delle squadre speciali e nuovi personaggi, tra cui uno basato sul personaggio Ulala di Space Channel 5, sempre della SEGA.

## Critica
La critica del videogioco è stata generalmente favorevole. Molti siti di aggregazione come GameRankings e Metacritic hanno dato un punteggio del 77,3% e il 76%, rispettivamente. Ha inoltre ricevuto un 8,1 da Gamespot, un 8,2 da IGN e 4,5 stelle da GameSpy.